# Slatina-Timiș
Slatina-Timiș é uma comuna romena localizada no distrito de Caraș-Severin, na região histórica do Banato (parte da Transilvânia). A comuna possui uma área de 151.10 km² e sua população era de 3105 habitantes segundo o censo de 2007.